# Bloody Calendar
Bloody Calendar (Le Calendrier), noto anche come The Advent Calendar, è un film horror del 2021 scritto e diretto da Patrick Ridremont.

## Trama
Eva, una giovane di bell'aspetto che ha dovuto rinunciare alla sua promettente carriera nella danza dopo un incidente che l'ha resa paraplegica, riceve in regalo all'inizio di dicembre un grosso calendario dell'avvento dalla sua amica Sophie. Il calendario è in legno, con all'interno numerosi piccoli cassetti e meccanismi di apertura, oltre a questo ha anche un orologio a voce che segnala quando è il momento di aprire un nuovo cassetto. Eva si accorge presto che i cioccolatini contenuti all'interno scatenano eventi soprannaturali, che danno a lei benefici immediati ma causano la morte delle persone che conosce, in quanto il calendario è posseduto da un demone sanguinario.

## Accoglienza
Tiziana Panettieri di Nocturno assegna al film 3 stelle su 5, affermando: "Tecnicamente il film è ben studiato sia a livello registico che fotografico, così da trasmettere angoscia e una certa dose di surrealismo". Antonello Rodio di Movieplayer.it assegna al film 3 stelle su 5, affermando: "la confezione è abbastanza curata e l'interpretazione sofferta di Eugénie Derouand è efficace nel descrivere i tormenti di Eva".